# Anomala chlorophylla
Anomala chlorophylla är en skalbaggsart som beskrevs av Gilbert John Arrow 1917. Anomala chlorophylla ingår i släktet Anomala och familjen Rutelidae. Inga underarter finns listade i Catalogue of Life.